# Río Torsa
El río Torsa (en bengalí: তোর্স, Torsā; también transcrito como Torsha, y también conocido como Machu y Amo Chhu) es un río asiático, un afluente del río Brahmaputra que nace en el valle de Chumbi en el Tíbet, China, donde es conocido como Picchu. Fluye a Bután, donde se le conoce como el Amo Chu. Tiene una longitud total de 358 km, de los cuales 113 km están en China, y 145 km en Bután antes de desembocar en la parte norte del estado de Bengala Occidental en la India.